# Proyecto de ley de nobleza

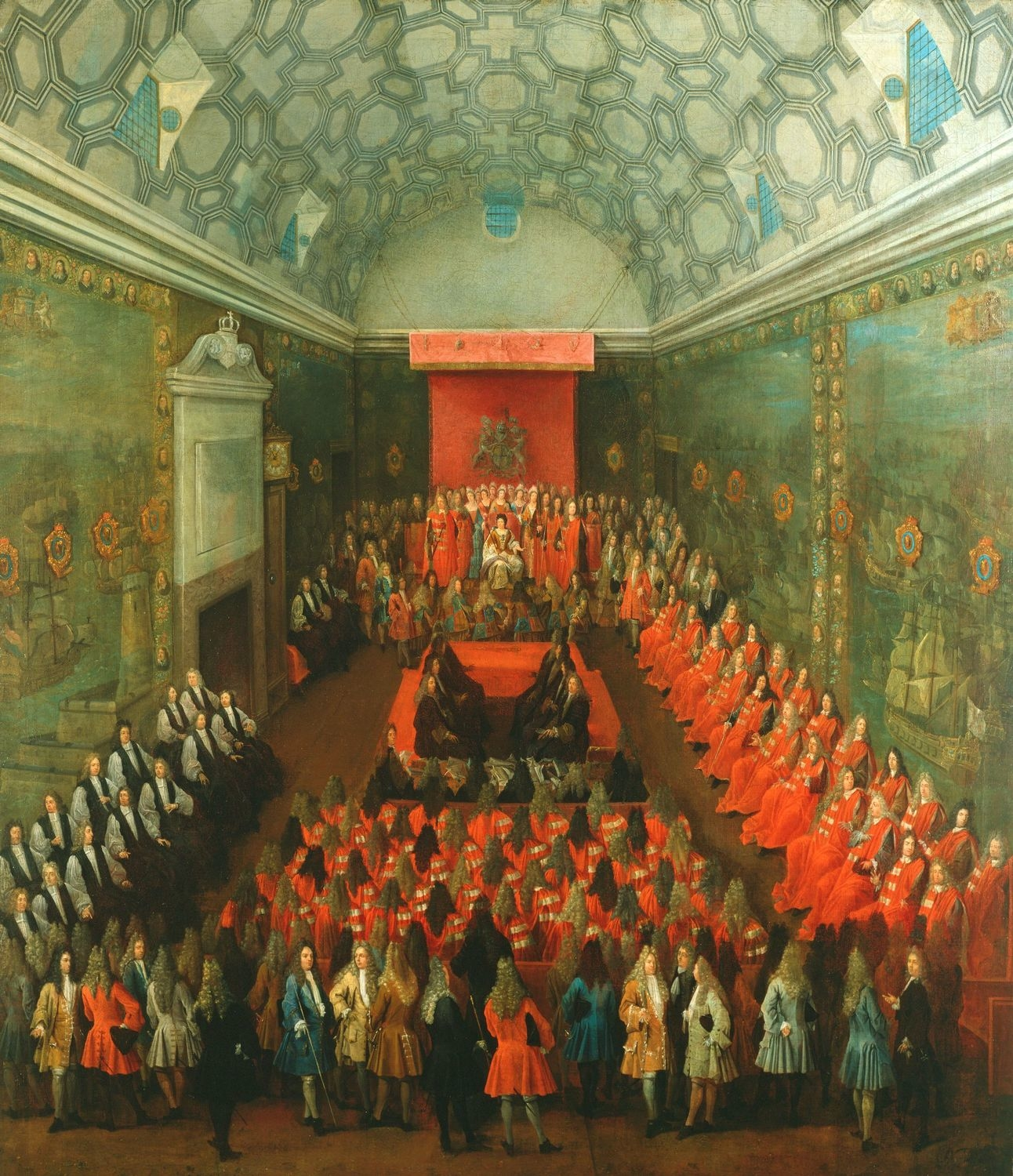
La Cámara de los Lores durante el reinado de la reina Ana, unos años antes de que se propusiera el proyecto de ley de nobleza.

El proyecto de ley de nobleza fue una medida de 1719 propuesta por el gobierno Whig británico dirigido por James Stanhope, primer conde Stanhope, y Charles Spencer, tercer conde de Sunderland, que habría detenido en gran medida la creación de nuevos títulos nobiliarios, limitando la membresía de la Cámara de los Lores.
Fue inspirado por el deseo de evitar que se repitiera la creación de 1711 de doce pares Tory, conocidos ampliamente como "Harley's Dozen", para asegurar la aprobación del tratado de paz con Francia a través de los Lores dominados por Whig. Después de la escisión whig de 1717, también hubo un deseo de evitar que el Príncipe de Gales, que apoyó a los whigs renegados, una vez que se convirtió en rey, llenara la casa con sus propios partidarios.
La propuesta atrajo a los aristócratas existentes tanto Tory como Whig. Sin embargo, Robert Walpole se opuso y apeló con éxito a los parlamentarios argumentando que el proyecto de ley les negaría a ellos y a sus familias la oportunidad de unirse a la aristocracia. También se burló de Stanhope, quien recientemente había sido nombrado Lord, por estar "deseoso de cerrar la puerta tras él". Los conservadores también se opusieron enérgicamente a la medida, incluido Robert Harley, quien criticó la propuesta por socavar potencialmente la constitución británica.
El proyecto de ley dio lugar a una disputa pública entre Joseph Addison y Richard Steele, antiguos amigos y colaboradores de The Spectator y ambos miembros Whig del Kit-Kat Club. Addison apoyó el proyecto de ley mientras que Steele se opuso.
La propuesta fue finalmente derrotada en la Cámara de los Comunes el 8 de diciembre de 1719. Al año siguiente, Walpole y sus aliados Whig de la oposición se reincorporaron al gobierno, poniendo fin a la división del partido. La membresía de la casa se expandió gradualmente a lo largo del siglo, y el propio Walpole se unió a la casa como Lord Orford en 1742 luego de su récord de veintiún años como Primer Ministro.